# Coppa San Geo 2008
La Coppa San Geo 2008, ottantaquattresima edizione della corsa e valida come evento dell'UCI Europe Tour 2008 categoria 1.2, si svolse il 23 febbraio 2008 su un percorso di 150 km. Fu vinta dall'italiano Michele Merlo che giunse al traguardo con il tempo di 3h45'00", alla media di 40,00 km/h.

## Ordine d'arrivo (Top 10)
| Pos. | Corridore          | Squadra        | Tempo    |
| ---- | ------------------ | -------------- | -------- |
| 1    | Michele Merlo      | Mantovani      | 3h45'00" |
| 2    | Andrea Grendene    | Filmop-Bottoli | s.t.     |
| 3    | Sacha Modolo       | Zalf-Désirée   | s.t.     |
| 4    | Fausto Fognini     | Feralpi        | s.t.     |
| 5    | Enrico Montanari   | Lucchini-Neri  | s.t.     |
| 6    | Samuele Marzoli    | Pagnoncelli    | s.t.     |
| 7    | Stiven Fanelli     | Eurobike       | s.t.     |
| 8    | Vitalij Buc        | Pagnoncelli    | s.t.     |
| 9    | Derik Zampedri     | UC Trevigiani  | s.t.     |
| 10   | Valentino Borghesi | Moro-Scott     | s.t.     |